# Verenigd Koninkrijk op het Eurovisiesongfestival 2006
Het Verenigd Koninkrijk nam deel aan het Eurovisiesongfestival 2006. Het land werd vertegenwoordigd door de zanger Daz Sampson met het lied Teenage Life

## Selectieprocedure
De nationale finale, genaamd Making your mind up, deed dienst als de selectieprocedure. Terry Wogan en Natasha Kaplinsky presenteerden de finale.Zes artiesten namen deel aan de finale en de winnaar werd gekozen door televoting.
| Artiest                                                      | Lied                   | Plaats | Totaal | Noord Engeland | Zuidoost- Engeland | Schotland | Midlands | Internet | Noord- Ierland | Wales | Zuidwest- England | SMS |
| ------------------------------------------------------------ | ---------------------- | ------ | ------ | -------------- | ------------------ | --------- | -------- | -------- | -------------- | ----- | ----------------- | --- |
| Goran Kay                                                    | Play Your Game         | 6      | 14     | -              | -                  | 2         | 2        | 2        | -              | 2     | -                 | 6   |
| Kym Marsh                                                    | Whisper To Me          | 4      | 53     | 6              | 6                  | 4         | 6        | 4        | 6              | 6     | 6                 | 9   |
| Daz Sampson                                                  | Teenage Life           | 1      | 121    | 12             | 8                  | 8         | 12       | 12       | 8              | 12    | 12                | 37  |
| City Chix                                                    | All About You          | 3      | 55     | 4              | 4                  | 12        | 4        | 6        | 4              | -     | 4                 | 17  |
| Four Story                                                   | Hand On My Heart       | 5      | 17     | 2              | 2                  | -         | -        | -        | 2              | 4     | 2                 | 5   |
| Antony Costa                                                 | It's A Beautiful Thing | 2      | 96     | 8              | 12                 | 6         | 8        | 8        | 12             | 8     | 8                 | 26  |
| Scores are shown in the order they were awarded on the night |                        |        |        |                |                    |           |          |          |                |       |                   |     |

## In Athene
In Griekenland moest het Verenigd Koninkrijk aantreden als 15de, net na Litouwen en voor Griekenland. Op het einde van de puntentelling bleek dat ze op een negentiende plaats waren geëindigd met 25 punten.
België en Nederland hadden geen punten over voor deze inzending.

### Gekregen punten

#### Finale
| 12 punten | 10 punten    | 8 punten  | 7 punten                        | 6 punten                             |
| --------- | ------------ | --------- | ------------------------------- | ------------------------------------ |
|           |              | - Ierland |                                 |                                      |
| 5 punten  | 4 punten     | 3 punten  | 2 punten                        | 1 punt                               |
|           | - Denemarken | - Malta   | - Andorra - Estland - Noorwegen | - Cyprus - Kroatië - Letland - Polen |

### Punten gegeven door Verenigd Koninkrijk

#### Halve Finale
Punten gegeven in de halve finale:
| 12 punten | Finland               |
| 10 punten | Litouwen              |
| 8 punten  | Ierland               |
| 7 punten  | Cyprus                |
| 6 punten  | Zweden                |
| 5 punten  | IJsland               |
| 4 punten  | Bosnië en Herzegovina |
| 3 punten  | Armenië               |
| 2 punten  | Albanië               |
| 1 punt    | Polen                 |

#### Finale
Punten gegeven in de finale:
| 12 punten | Finland     |
| 10 punten | Litouwen    |
| 8 punten  | Ierland     |
| 7 punten  | Griekenland |
| 6 punten  | Roemenië    |
| 5 punten  | Duitsland   |
| 4 punten  | Zweden      |
| 3 punten  | Turkije     |
| 2 punten  | Letland     |
| 1 punt    | Rusland     |

1957 · 1958 · 1959 · 1960 · 1961 · 1962 · 1963 · 1964 · 1965 · 1966 · 1967 · 1968 · 1969 · 1970 · 1971 · 1972 · 1973 · 1974 · 1975 · 1976 · 1977 · 1978 · 1979 · 1980 · 1981 · 1982 · 1983 · 1984 · 1985 · 1986 · 1987 · 1988 · 1989 · 1990 · 1991 · 1992 · 1993 · 1994 · 1995 · 1996 · 1997 · 1998 · 1999 · 2000 · 2001 · 2002 · 2003 · 2004 · 2005 · 2006 · 2007 · 2008 · 2009 · 2010 · 2011 · 2012 · 2013 · 2014 · 2015 · 2016 · 2017 · 2018 · 2019 · 2020 · 2021 · 2022 · 2023 · 2024 · 2025